# Antonio De Simone

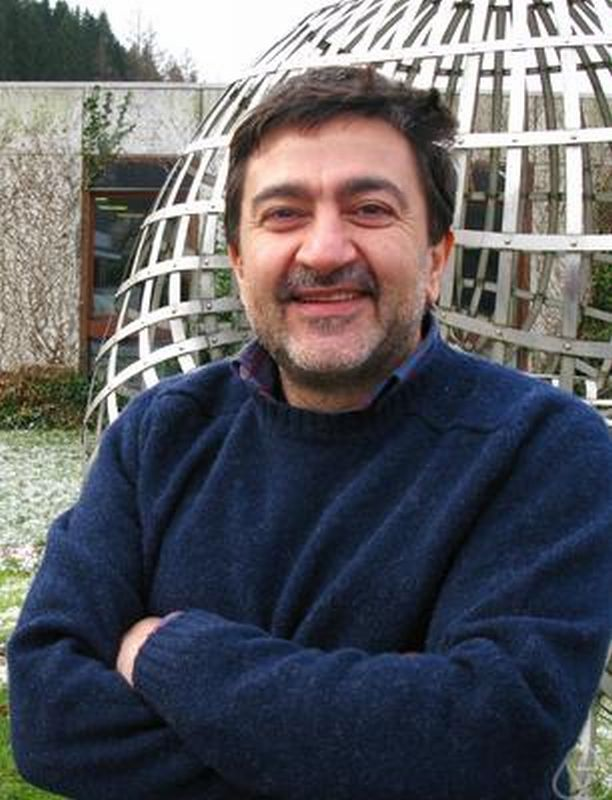
Antonio De Simone, Oberwolfach 2009

Antonio De Simone, in englischen Publikationen häufig DeSimone,  (* 1962 in Neapel) ist ein italienischer Ingenieurwissenschaftler und angewandter Mathematiker.
De Simone studierte Bauingenieurwesen an der Universität Neapel Federico II mit dem Laurea-Abschluss 1987 und wurde 1992 an der University of Minnesota in Mechanik promoviert. Als Post-Doktorand war er 1993/94 an der Carnegie Mellon University und forschte 1990 bis 1998 an der Universität Tor Vergata in Rom. 1998 bis 2003 war er am Max-Planck-Institut für Mathematik in den Naturwissenschaften in Leipzig Leiter einer Forschungsgruppe über Multiskalenphänomene in Materialien. De Simone ist seit 2002 Professor für Strukturmechanik an der International School for Advanced Studies (SISSA) in Triest und dort Direktor und Gründer (2010) des mathLab. Mit dem kognitiven Neurowissenschaftler Matthew Diamond gründete er 2012 das Labor SAMBA am SISSA (Sensing and Moving Bio-inspired Artifacts). Außerdem ist er an der Scuola Superiore S. Anna in Pisa, wo er am Biorobotik Institut forscht.
De Simone befasst sich mit mathematischer Modellierung (Variationsrechnung und partielle Differentialgleichungen auf mehreren Skalen), Anwendungen in Systembiologie und Materialwissenschaften (biologische Gewebe, neue Materialien) und numerischer Analysis. Er forscht interdisziplinär. Unter anderem befasste er sich mit magnetischen Mikrostrukturen und Elastomeren in Flüssigkristallen, dünnen Filmen, nichtlinearer Elastizität und Plastizitätstheorie (Schäden in der Strukturmechanik, mikroskopische Betrachtung von Bruchmechanik und plastischem Fließen), weicher Materie und biologischen Materialien, biologisch inspirierter künstlicher Fortbewegung (Robotik) und Fortbewegungsmechanismen in der Biologie (Zellen, Bakterien), Benetzungseigenschaften sehr hydrophober Materialien (Hysterese des Kontaktwinkels), Wechselwirkung von Mechanik (elastische Eigenschaften) und elektrischen und magnetischen Eigenschaften (wie martensitische Phasenübergänge, Formgedächtnislegierungen) und durch Phasenübergänge und raue Energielandschaften angetriebene Musterbildung.
2004 hielt er einen Plenarvortrag auf der GAMM Tagung in Dresden. 2006 erhielt er ein Stipendium des Instituts für höhere Mathematik F. Severi in Rom für Nanomechanik-Forschung und die Keith Medal mit Felix Otto, Stefan Müller und Robert V. Kohn. 2010 erhielt er den Prix La Recherche. 2013 war er Gastwissenschaftler (Visiting Fellow) am Isaac Newton Institute und er ist Mitglied auf Lebenszeit im Clare Hall College in Cambridge. 2017/18 war er Visiting Fellow am Corpus Christi College in Cambridge.  2013 wurde er korrespondierendes Mitglied der Accademia Pontaniana in Neapel. 2013 erhielt er einen ERC Advanced Grant für Forschung zu Mikro-Mobilität. 2015 wurde er EuroMech Fellow. Er erhielt 2019 einen Humboldt-Forschungspreis, mit dem er bei Stefan Müller am Hausdorff-Zentrum in Bonn forschen soll. Mit Müller und Sergio Conti arbeitete er schon in Leipzig zusammen.

## Schriften (Auswahl)
- Energy minimizers for large ferromagnetic bodies, Archive for rational mechanics and analysis, Band 125, 1993, S. 99–143
- mit R. V. Kohn, S. Müller, F. Otto: Magnetic microstructures—a paradigm of multiscale problems, ICIAM 99 (International Council for Industrial and Applied Mathematics), S. 175–190
- mit G. Dolzmann: Material instabilities in nematic elastomers, Physica D: Nonlinear Phenomena, Band 136, 2000, S. 175–191
- mit R. D. James: A constrained theory of magnetoelasticity, Journal of the Mechanics and Physics of Solids, Band 50, 2002, 283–320
- mit R. V. Kohn, S. Müller. F. Otto: A reduced theory for thin-film micromagnetics, Communications on Pure and Applied Mathematics, Band 157, 2002
- mit S. Conti, G. Dolzmann: Soft elastic response of stretched sheets of nematic elastomers: a numerical study, Journal of the Mechanics and Physics of Solids, Band 50, 2002, S. 1431–1451
- mit Sergio Conti,  Georg Dolzmann, Felix Otto: Multiscale modeling of materials – the role of analysis. In: Kirkilionis, Krömker, Rannacher, Tomi (Herausgeber): Trends in Nonlinear Analysis. Springer 2003, S. 375–408.
- mit G. DalMaso, M. G. Mora: Quasistatic evolution problems for linearly elastic–perfectly plastic materials, Archive for Rational Mechanics and Analysis, Band 180, 2006, S. 237–291
- Herausgeber mit G. Dal Maso,  F. Tomarelli : Variational Problems in Materials Science, Birkhäuser 2006
- mit G. DalMaso, M. G. Mora, M. Morini: A vanishing viscosity approach to quasistatic evolution in plasticity with softening, Archive for Rational Mechanics and Analysis, Band 189, 2008, S. 469–544
- mit F. Alouges, A. Lefebvre: Optimal strokes for low Reynolds number swimmers: an example, Journal of Nonlinear Science, Band 18, 2008, S. 277–302
- mit M. Arroyo: Relaxation dynamics of fluid membranes, Physical Review E, Band 79, 2009, S. 031915